# 安东·特卡乔夫
安东·奥列戈维奇·特卡乔夫（俄语：Антон Олегович Ткачёв，羅馬化：Anton Olegovich Tkachyov，1994年3月31日—）是俄罗斯政治人物，第八届国家杜马代表。
从俄罗斯普列汉诺夫经济大学毕业后，特卡乔夫继续在该大学的数字经济中心工作。他还担任俄罗斯联邦工商会理事会秘书。2020年至2021年任新人党沃罗涅日州支部书记。2021年10月27日，他获得了第八届国家杜马的代表职务，该职务此前属于谢尔盖·丘达耶夫。

## 制裁
特卡乔夫于2022年因俄乌战争受到英国政府制裁。